# Songthela hangzhouensis
Espèce
Synonymes
- Heptathela hangzhouensis Chen, Zhang & Zhu, 1981
- Heptathela yuelushanensis Wang & Ye, 1983

Songthela hangzhouensis est une espèce d'araignées mésothèles de la famille des Liphistiidae.

## Distribution
Cette espèce est endémique de Chine. Elle se rencontre au Zhejiang, au Guizhou et au Hunan.

## Description
Le mâle holotype mesure 11,80 mm.
Les mâles mesurent de 11,40 à 18,20 mm et les femelles de 14,60 à 19,80 mm.

## Systématique et taxinomie
Cette espèce a été décrite sous le protonyme Heptathela hangzhouensis par Chen, Zhang et Zhu en 1981. Elle est placée dans le genre Songthela par Ono en 2000, dans le genre Sinothela par Haupt en 2003, dans le genre Heptathela par Schwendinger et Ono en 2011 puis dans le genre Songthela par Xu, Liu, Chen, Ono, Li et Kuntner en 2015.
Heptathela yuelushanensis a été placée en synonymie par Platnick en 1989.

## Étymologie
Son nom d'espèce, composé de hangzhou et du suffixe latin -ensis, « qui vit dans, qui habite », lui a été donné en référence au lieu de sa découverte, Hangzhou.

## Publication originale
- Chen, Zhang & Zhu, 1981 : « A new species of genus Heptathela. » Journal of Hangzhou University, vol. 8, p. 305-308.